# Casi Justicia Social (álbum)
Casi justicia social es el primer álbum de estudio del grupo musical argentino Don Osvaldo publicado el 4 de diciembre de 2015, toma el nombre del anterior grupo de Patricio Santos Fontanet. Es editado por Don Osvaldo y distribuido por Sony Music Entertainment en Argentina, Uruguay, Paraguay y alrededores. Es el primer álbum editado por Fontanet tras su rehabilitación psiquiátrica.
La gira musical de presentación del grupo en sí, con 4 fechas en la Plaza de la Música de Córdoba, empezó el 12 de noviembre de 2014 y terminó en el mismo lugar el 8 de noviembre de 2015, y pasó por Argentina, Uruguay y Chile. La gira de presentación del disco comenzó el 16 de enero de 2016 en el Anfiteatro de Villa María, en Córdoba, y culminó sorpresivamente el 10 de febrero de 2019 en el festival Cosquín Rock, en Córdoba, pasando por Argentina y Uruguay. Se estimaban más fechas en marzo y septiembre de ese año en el sur argentino pero fueron cancelados debido a una serie de inconvenientes tanto ajenos como de la banda misma, como la afección de las cuerdas vocales del cantante Patricio Santos Fontanet, como de la supuesta ida de Crispín, aunque mucho no se habló del tema.
Las canciones «Tanto de todo», «Acordate» y «Suerte» llegaron a ser editadas bajo la banda Casi Justicia Social anteriormente.
Los cortes de difusión de este disco son: «Misterios» y «Suerte».

## Historia
Después de la separación de Callejeros en 2010, Santos Fontanet y Torrejón arman una nueva banda llamada "Casi Justicia Social" con los músicos con los que venían tocando en la última etapa de la banda (a excepción de Juan Carbone). La banda gira dos años por todo el país y a la par trabajan en el primer álbum de la banda (lanzando "Suerte", "Acordate", "Tanto de todo" y "O no" en 2011, y "Dos secas" en 2012) hasta la detención de Patricio y Dios a finales de 2012, deteniendo el proceso de grabación del álbum que estaba bastante avanzado. Santos Fontanet estando en prisión en un complejo psiquiátrico sigue componiendo y de ahí salen muchas nuevas canciones para el álbum (como también algunas que pararon en el próximo también). El resto de la banda también se sumo al proceso de composición (afirmó Fontanet), proceso parecido al que había ocurrido en Disco Escultura con Callejeros previamente.
Fontanet y Torrejón salen de prisión en 2014 y rebautizan a la banda como Don Osvaldo debutando en vivo el 12 de noviembre de 2014 en la ciudad de Córdoba, realizando treinta y siete conciertos a lo largo de Argentina. El álbum sale el 4 de diciembre de 2015, significando el primer álbum de Fontanet publicado en más de 7 años.
Casi justicia social incluye quince pistas de diferente autoría, fue grabado entre los meses de junio y agosto de 2015 en los estudios Romaphonic con la ingeniería de sonido de Eduardo Herrera, y fue masterizado por el técnico Greg Calbi en los estudios Sterling Sound de Nueva York, Estados Unidos. De la grabación participaron músicos invitados que a menudo acompañaban al grupo musical en los conciertos en vivo.

## Crítica
Casi justicia social tuvo una tibia recepción por la crítica. La revista Rolling Stone le dio tres estrellas de cinco, argumentando que el álbum tiene sus principales falencias en la falta de expresividad en la voz de Patricio Santos Fontanet, aunque esta recobraría su característico tono desgarrador en la canción «Suerte».
Por otro lado el sitio web La voz destaca el trabajo en la instrumentación y los arreglos del álbum. También hace mención a que la canción «Desierto» describe los horrores de la guerra en Medio Oriente y en «Guarango» se rinde homenaje a Bam Bam Miranda, percusionista peruano radicado en el país. Además:

"La imagen que ilustra la canción «El reto» en el elaborado arte de tapa es un gran vitral que parece formar un puño en su interior y, tal vez, esta imagen es un buen reflejo de la historia de una banda que se arma con pequeños pedazos de distintos cristales. Una banda que comienza su nuevo trabajo discográfico con «Incertidumbre (Intro)», pero termina con «Acordate», un expreso pedido para que todos recuerden de dónde realmente han salido".
La voz.

## Lista de canciones
| N.º   | Título                  | Escritor(es)                                                                                              | Duración |  |
| 1.    | «Incertidumbre (Intro)» | | 1:46     |  |
| 2.    | «Dos Secas»             | Patricio Santos Fontanet                                                                                  | 4:21     |  |
| 3.    | «Mis Latidos»           | Juano Falcone - Patricio Santos Fontanet                                                                  | 3:25     |  |
| 4.    | «Vaivén»                | Patricio Santos Fontanet                                                                                  | 2:19     |  |
| 5.    | «O No»                  | Patricio Santos Fontanet                                                                                  | 2:39     |  |
| 6.    | «Tanto de Todo»         | Patricio Santos Fontanet - Luis G. Lamas - Dios Torrejón - Crispín Pedrello - Pedi Puentes                | 2:43     |  |
| 7.    | «Vaso Sin Fondo»        | Patricio Santos Fontanet - Crispín Pedrello                                                               | 2:44     |  |
| 8.    | «El Reto»               | Juano Falcone - Patricio Santos Fontanet                                                                  | 3:55     |  |
| 9.    | «Guarango»              | Patricio Santos Fontanet                                                                                  | 3:09     |  |
| 10.   | «Alma»                  | Patricio Santos Fontanet                                                                                  | 3:41     |  |
| 11.   | «Misterios»             | Luis G. Lamas - Crispín Pedrello - Patricio Santos Fontanet - Dios Torrejón - Pedi Puentes                | 2:43     |  |
| 12.   | «Desierto»              | Patricio Santos Fontanet                                                                                  | 3:46     |  |
| 13.   | «El Ángel de Fournier»  | Patricio Santos Fontanet - Crispín Pedrello - Dios Torrejón - Luis G. Lamas - Pedi Puentes                | 3:31     |  |
| 14.   | «Suerte»                | Patricio Santos Fontanet - Luis G. Lamas - Dios Torrejón - Crispín Pedrello - Pedi Puentes                | 5:40     |  |
| 15.   | «Acordate»              | Patricio Santos Fontanet - Luis G. Lamas - Dios Torrejón - Crispín Pedrello - Pedi Puentes - Elio Delgado | 3:33     |  |
| 49:50 |                         | |          |  |

## Créditos
Don Osvaldo
- Abel Pedrello - guitarra eléctrica.
- Álvaro Puentes - guitarra eléctrica y coros.
- Christian Torrejón - bajo eléctrico.
- Luis Lamas - batería.
- Patricio Santos Fontanet - voz.

Músicos de sesión
- Gabriel "Apu" Gerez - teclados.
- Fani Corsini - violín.
- Juano Falcone - percusión.
- Leopoldo Janín - saxofón.

- Carlos Fernández y Federico Niño - gaitas en "El Ángel de Fournier".
- Hernán Crespo en acordeón - "Misterios".
- Hugo Lobo - trompeta en "Vaso sin Fondo", "El Reto" y "Guarango".

Arte gráfico
- Daniel Cardell.[5]

## Gira de presentación
La gira de presentación del disco (Tour Casi Justicia Social) empezó el 16 de enero de 2016 en el Anfiteatro de Villa María de Córdoba, haciendo un parate el 16 de febrero de 2016 en el Festival Cosquín Rock en la provincia de Córdoba, entre abril de 2016 y mayo de 2018, el cantante de la banda Pato Fontanet estuvo cumpliendo su condena siendo excarcelado por la Causa Cromañón (tragedia que ocurrió el 30 de diciembre de 2004, en el cual fallecieron 194 personas), y reiniciando la gira el 14 de junio de 2018 en la Plaza de la Música de Córdoba, haciendo 10 fechas en este recinto, todas con entradas agotadas, hasta terminar (sin saberlo) la gira el 10 de febrero de 2019 en el Aeródromo Santa María de Punilla en el marco del Cosquín Rock, asistiendo un total de casi 90.000 personas, donde Don Osvaldo fue la principal atracción del público, entre tantas bandas, que llegaron desde distintos puntos del país, como es de costumbre en las ediciones del festival, y en los shows de la banda. Sería el último show del segundo guitarrista de la banda (Críspin Pedrello).